# Valinhos
Valinhos är en stad och kommun i Brasilien och ligger i delstaten São Paulo. Den är en förortskommun till Campinas, och kommunens befolkning uppgick år 2014 till cirka 118 000 invånare.